# Heidi Sundal
Heidi Sundal (Oslo, 30 de outubro de 1962) é uma ex-handebolista profissional norueguesa, medalhista olímpica.
Heidi Sundal fez parte da geração medalha de prata de Seul 1988 e Barcelona 1992.